# دیر قاق
دیر قاق (به عربی: دیر قاق) یک روستا در سوریه است که در ناحیه تادف واقع شده‌است. دیر قاق ۱٬۰۴۲ نفر جمعیت دارد.